# Stanovništvo svijeta po religijskoj ispovijesti
Od 6.450.000.000 stanovnika na svijetu 2005. prema procjeni ureda za popis stanovništva SAD-a, oko 5.208.000.000 njih (oko 81 %) je pripadalo jednoj od 5 najvećih religija (uključujući Judaizam). 
Najrasprostranjenija je religija kršćanstvo (uz protestante i katolike uključujući i pravoslavce, anglikance, kopte, mormone i druge), dok je Islam druga najveća religija.
| Kršćanstvo                     | 2,382 milijarde | 31.11 % |
| Islam                          | 1,907 milijarde | 24,9 %  |
| Bez ispovjesti                 | 1,193 milijarda | 15,58 % |
| Hinduizam                      | 1,161 milijarde | 15,16 % |
| Budizam                        | 506 milijuna    | 5,06 %  |
| Kineske filozofije             | 394 milijuna    | 5 %     |
| Urođeničke vjere               | 300 milijuna    | 3 %     |
| Afričke tradicionalne religije | 100 milijuna    | 1,2 %   |
| Sikhizam                       | 26 milijuna     | 0,3 %   |
| Judaizam                       | 14,7 milijuna   | 0,18 %  |
| Ostali                         | 15 milijuna     | 0,2 %   |

## Raspodjela po kontinentima
| Kontinent                  | Ukupno stanovništvo   | Kršćani                | Muslimani            | Hinduisti            | Budisti            | Židovi             |
| -------------------------- | --------------------- | ---------------------- | -------------------- | -------------------- | ------------------ | ------------------ |
| Afrika                     | 885.100.000           | 375.800.000            | 401.975.000          | 2.013.000            | 85.000             | 117.000            |
| Azija                      | 3.903.420.000         | 330.400.000            | 1.023.560.000        | 936.975.000          | 699.320.000        | 5.107.000          |
| Amerika (Sjeverna i Južna) | 883.197.000           | 754.000.000            | 6.230.000            | 2.481.000            | 3.610.000          | 6.956.000          |
| Europa                     | 728.571.000           | 605.000.000            | 44.090.000           | 2.023.000            | 1.796.000          | 2.319.000          |
| Australija                 | 30.564.000            | 23.000.000             | 373.000              | 411.000              | 436.000            | 96.000             |
| Svijet                     | 6.430.852.000 (100 %) | 2.088.200.000 (32,5 %) | 1.476.228.000 (23 %) | 943.903.000 (14,7 %) | 705.247.000 (11 %) | 14.595.000 (0,2 %) |

Kršćani su činili većinu u Europi, Sjevernoj i Južnoj Americi i Australiji. U Aziji su većinu religijskog stanovništva činili muslimani, budisti i hinduisti, dok su u Africi većinu činili muslimani, a manjim dijelom kršćani i lokalne religije.

## Vanjske poveznice
- http://www.odci.gov/cia/publications/factbook/  Arhivirana inačica izvorne stranice od 16. srpnja 2006. (Wayback Machine)